# Llista de transmissió dels Jocs Olímpics de Rio de Janeiro 2016
Els Jocs Olímpics de Rio de Janeiro 2016 foren televisats per diverses emissores al món. Igual que en edicions anteriors, els Serveis de Radiodifusió Olímpics produïren el senyal internacional empleat per les emissores locals en la seva pròpia cobertura. En la majoria de les regions, els drets de transmissió dels Jocs de Rio van ser assignats al costat dels drets de Sochi 2014. No obstant això, algunes difusores van obtenir els drets per a més edicions.